# Isopogon scabriusculus
Isopogon scabriusculus (лат.) — кустарник, вид рода Изопогон (Isopogon) семейства Протейные (Proteaceae), эндемик юго-запада Западной Австралии. Кустарник с цилиндрическими или узкими плоскими листьями и шаровидными или овальными цветочными головками розовых или красных цветков.

## Ботаническое описание
Isopogon scabriusculus — кустарник до 2 м в высоту и ширину с красновато-коричневыми или сероватыми ветвями. Листья цилиндрические, рифлёные или плоские и узкие, длиной до 180 мм, иногда раздвоенные с неделимой частью длиной до 95 мм. Цветки в основном расположены на концах веточек, в сидячих, сферических или овальных цветочных головках диаметром до 30 мм с перекрывающимися яйцевидными обволакивающими прицветниками у основания. Цветки красные или розовые, иногда опушённые. Плод — опушённый орех длиной около 3,5 мм, сросшийся с другими в виде сферической головки диаметром до 16 мм.

Isopogon scabriusculus
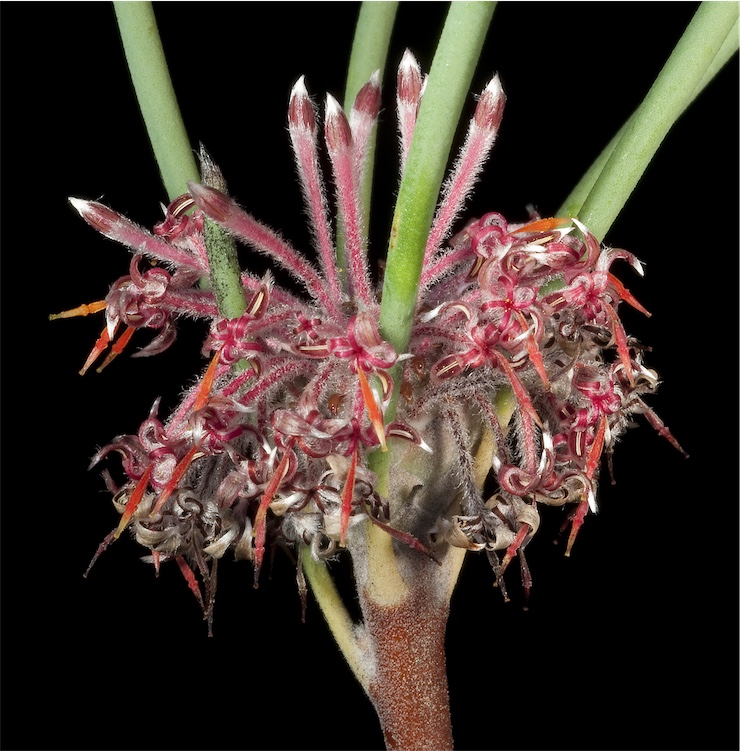
I. scabriusculus pubiflora
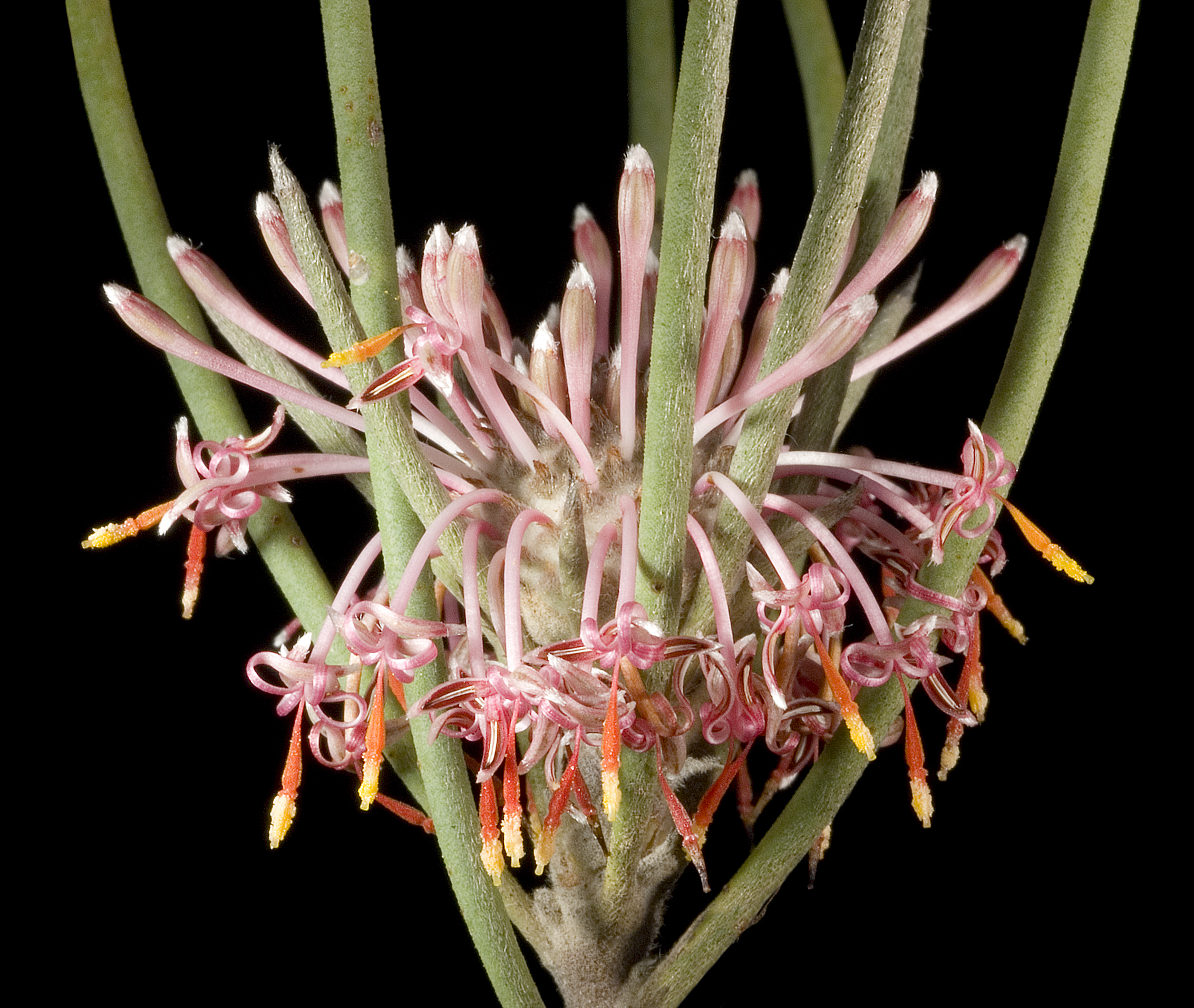
I. scabriusculus stenophyllus

## Таксономия
Впервые этот вид был описан в 1856 году Карлом Мейсснером в многотомном трактате Огюстена Пирама Декандоля Prodromus Systematis Naturalis Regni Vegetabilis. Ранее, в 1852 году, Мейсснер опубликовал название Isopogon scabriusculus, но без ботанического описания.
В 1995 году Дональд Брюс Форман описал три подвида I. scabriusculus во Flora of Australia и эти названия были приняты Австралийским каталогом растений:
- Isopogon scabriusculus subsp. pubifloris Foreman[8] — кустарник высотой до 1,2 м с простыми цилиндрическими листьями длиной до 130 мм, пушистыми розовыми цветками до 16 мм, цветёт в период с сентября по ноябрь. и плодовые шишки диаметром до 12 мм[9][10].
- Isopogon scabriusculus Meisn. subsp. scabriusculus[11] — кустарник высотой до 2 м с плоскими, иногда трёхлопастными листьями длиной до 180 мм, гладкими розовыми цветками длиной до 15 мм, цветёт с июля. до октября и плодовые шишки диаметром до 16 мм[12][13].
- Isopogon scabriusculus subsp. stenophyllus Foreman[14] — кустарник до 1,5 м в высоту с простыми желобчатыми листьями овальной формы в поперечном сечении, длиной до 160 мм, гладкими красными или розовыми цветками до 15 мм в длину, цветёт с июля по октябрь, плодовые шишки диаметром около 12 мм[15][16].

Видовое название — от латинского scabriusculus, что означает «мелко шероховатый»:301. Название подвидов pubiflorus означает «мягко опушённые цветы»:377, а stenophyllus означает «узколистный»:382.

## Распространение и местообитание
Эндемик Западной Австралии. Вид широко распространён на юго-западе Западной Австралии, где растёт на песчаных равнинах и хребтах. Подвид pubifloris растёт в кустарниках и лесах между Хайденом, Саузерн-Кроссом, Кулгарди, Лейк-Кинг и национальным парком Фрэнка Ханна. Подвид scabriusculus растёт в эвкалиптовых кустарниках, кустарниках и пустошах между Маллева и Ньюдегейтом, а подвид stenophyllus растёт в пустошах и кустарниках, в основном между Вубином, Саузерн-Кроссом и Ньюдегейтом.

## Охранный статус
Все три подвида Isopogon scabriusculus классифицированы Министерством парков и дикой природы правительства Западной Австралии как «не находящиеся под угрозой исчезновения». Международный союз охраны природы классифицирует природоохранный статус вида как «уязвимый».